# Polypodium insularum
Polypodium insularum là một loài thực vật có mạch trong họ Polypodiaceae. Loài này được (C.V. Morton) de la Sota miêu tả khoa học đầu tiên năm 1967.